# Haplorhus peruviana
Espèce
Classification phylogénétique
Statut de conservation UICN

 EN  : En danger
Haplorhus peruviana est une espèce de plante du genre Haplorhus de la famille des Anacardiaceae.